# Calliscarta invitus
Calliscarta invitus är en insektsart som beskrevs av Nast 1952. Calliscarta invitus ingår i släktet Calliscarta och familjen dvärgstritar. Inga underarter finns listade i Catalogue of Life.